# Олдрич, Джеймс
Джеймс Олдрич (англ. James Aldrich, 14 июля 1810, Мэттитак, Нью-Йорк — 9 сентября 1856) — редактор и поэт.
Олдрич родился в Маттитуке, штат Нью-Йорк, предположительно 14 июля 1810 года, женился в 1836 году. Он был торговцем и редактором. Олдрич основал недолго просуществовавшую New York Literary Gazette в 1839 году, а позже, в 1842–1844 годах, работал редактором в New World (Нью-Йорк). Большая часть его стихов была опубликована в его «Литературной газете» и собрана в сборник только после его смерти, когда его дочь распространила сборник в частном порядке. Его стихотворение «На смертном одре» часто переиздают.
Джеймс Олдрич умер 9 сентября 1856 года.